# Belinda (película)
Belinda (Johnny Belinda) es una película dramática estadounidense de 1948 basada en la obra de teatro homónima de Elmer Harris, ideada en 1934 y estrenada en Broadway en 1940. Fue adaptada por los actores Irma von Cube y Allen Vincent, y dirigida por Jean Negulesco.La película fue protagonizada por Jane Wyman , Lew Ayres y Charles Bickford. Se filmó en Fort Bragg, California.
Wyman ganó el Óscar a la mejor actriz por su interpretación y la película recibió un total de once nominaciones.

## Sinopsis

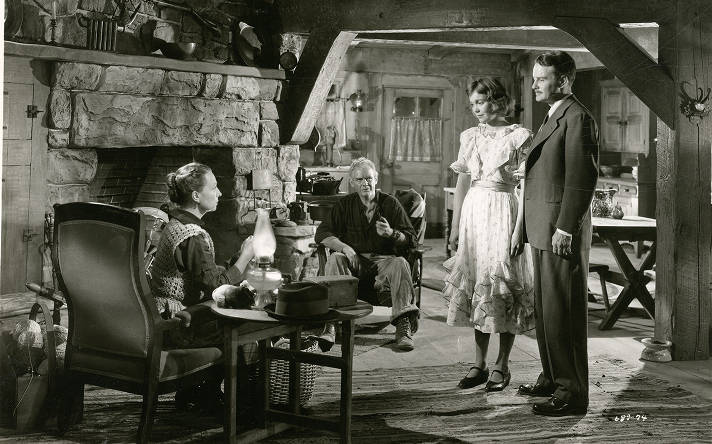
Una escena de la película con los actores principales.

Es la historia de Belinda, una muchacha muda cuya desgracia se confunde con discapacidad mental, que vive en una remota comunidad de pescadores de Nueva Escocia, en la granja de Mac Donald. El nuevo médico de la ciudad muestra interés en ayudarla. La tragedia se irá forjando cuando un desalmado deje encinta a la muchacha.

## Reparto principal

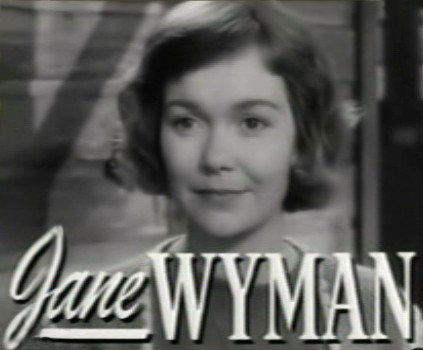
Jane Wyman como Belinda MacDonald
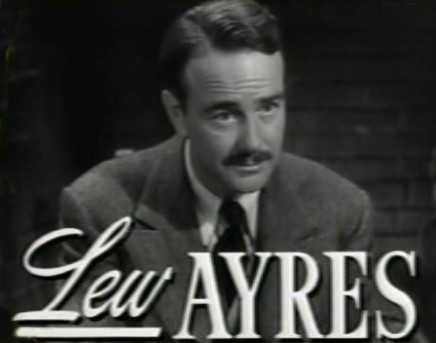
Lew Ayres como el Dr. Robert Richardson
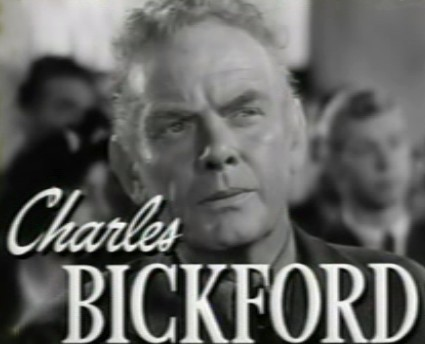
Charles Bickford como Black MacDonald
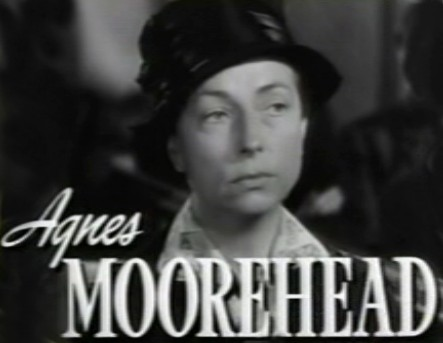
Agnes Moorehead como Aggie MacDonald

## Otros miembros del elenco
- Stephen McNally como Locky McCormick
- Jan Sterling como Stella McCormick
- Rosalind Ivan como Mrs. Poggety
- Dan Seymour como Pacquet
- Mabel Paige como Mrs. Lutz
- Alan Napier como Defense Attorney
- Barbara Bates como Gracie Anderson
- Monte Blue como Ben
- James Craven como Interpreter
- Franklyn Farnum como hombre en el jurado
- Al Ferguson como hombre recitando el padrenuestro
- Frank Hagney como hombre recitando el padrenuestro
- Creighton Hale como Bailiff
- Jonathan Hale como Dr. Horace M. Gray
- Lew Harvey como el hombre recitando el padrenuestro
- Holmes Herbert como el juez
- Douglas Kennedy como Mountie
- Colin Kenny como hombre recitando el padrenuestro
- Snub Pollard como hombre en el jurado
- Richard Walsh como Fergus McQuiggen
- Ian Wolfe como Rector
- Ida Moore como Mrs. McKee
- Frederick Worlock como el fiscal
- Charles Horvath como Church Attendant
- Blayney Lewis como Dan'l
- Alice MacKenzie como Farm Woman
- Larry McGrath como hombre recitando el padrenuestro
- Ray Montgomery como Tim Moore
- Jeff Richards como Floyd McQuiggen
- Joan Winfield como Mrs. Tim Moore

## Premios
| Premio                      | Categoría                                                    | Nominado/a                          | Resultado                                    |
| --------------------------- | ------------------------------------------------------------ | ----------------------------------- | -------------------------------------------- |
| Premios Óscar               | Mejor Película                                               | Jerry Wald (por Warner Bros.)       | Nominado                                     |
| Premios Óscar               | Mejor Director                                               | Jean Negulesco                      | Nominado                                     |
| Premios Óscar               | Mejor Actor                                                  | Lew Ayres                           | Nominado                                     |
| Premios Óscar               | Mejor Actriz                                                 | Jane Wyman                          | Ganadora                                     |
| Premios Óscar               | Mejor Actor de Reparto                                       | Charles Bickford                    | Nominado                                     |
| Premios Óscar               | Mejor Actriz de Reparto                                      | Agnes Moorehead                     | Nominada                                     |
| Premios Óscar               | Mejor Guion                                                  | Irma von Cube y Allen Vincent       | Nominados                                    |
| Premios Óscar               | Mejor Diseño de arte - Decoraciones del set – blanco y negro | Robert M. Haas y William O. Wallace | Nominados                                    |
| Premios Óscar               | Mejor Fotografía – blanco y negro                            | Ted D. McCord                       | Nominado                                     |
| Premios Óscar               | Mejor Montaje                                                | David Weisbart                      | Nominado                                     |
| Premios Óscar               | Mejor Banda Sonora                                           | Max Steiner                         | Nominado                                     |
| Premios Óscar               | Mejor Sonido                                                 | Nathan Levinson                     | Nominado                                     |
| Premios Globos de Oro       | Mejor Película                                               | Mejor Película                      | Empate con The Treasure of the Sierra Madre. |
| Premios Globos de Oro       | Mejor Actriz                                                 | Jane Wyman                          | Ganadora                                     |
| National Board of Review    | Top 10 películas                                             | Top 10 películas                    | 8° Lugar                                     |
| Photoplay Awards            | Medalla de Oro a la mejor actriz                             | Jane Wyman                          | Ganadora                                     |
| Picturegoer Awards          | Mejor Actriz                                                 | Jane Wyman                          | Ganadora                                     |
| Festival de Cine de Venecia | León de oro                                                  | Jean Negulesco                      | Nominado                                     |
| Writers Guild of America    | Mejor guion americano dramático                              | Irma von Cube y Allen Vincent       | Nominados                                    |